# Ken Norton Jr.
Ken Norton Jr., all'anagrafe Kenneth Howard Norton Jr. (Jacksonville, 29 settembre 1966), è un ex giocatore di football americano e allenatore di football americano statunitense che svolge il ruolo di coordinatore difensivo dei Seattle Seahawks della National Football League (NFL). È stato il primo giocatore di football della storia a vincere tre Super Bowl consecutivi. Suo padre, Ken Norton Sr., è stato un pugile campione dei pesi massimi.

## Carriera da giocatore

### Dallas Cowboys
Norton fu scelto nel secondo giro del Draft NFL 1988 dai Dallas Cowboys ma passò la maggior parte della sua stagione da rookie in lista infortunati a causa di un pollice rotto. Nel 1989 condivise la posizione di linebacker nel lato debole insieme a Jesse Solomon giocando solitamente il primo e terzo quarto delle partite, mentre a Solomon spettavano il secondo e il quarto. Nel 1990 Norton divenne titolare a tempo pieno dopo uno sciopero di Solomon che alla fine fu scambiato coi Tampa Bay Buccaneers. Un infortunio al ginocchio lo tenne fuori dal campo per le ultime due gare della stagione. Nel 1991 fu utilizzato sia come linebacker nel lato forte che come middle linebacker durante la stagione, stabilendosi definitivamente nell'ultimo ruolo. Nel 1992 divenne il leader della difesa guidando i Cowboys in tackle con 120 e contribuendo alla vittoria del primo Super Bowl del decennio per la squadra segnando un touchdown nella gara dopo aver recuperato un fumble. Quell'anno Dallas poté contare sulla miglior difesa della lega anche se nessun giocatore fu convocato per il Pro Bowl.
Nel 1993 Norton fu costretto a giocare con un infortunio al bicipite ma guidò comunque i Cowboys con 159 tackle arrivando a vincere il secondo Super Bowl consecutivo. Fu anche convocato per il suo primo Pro Bowl in quella che fu la sua ultima stagione nel Texas.

### San Francisco 49ers
Nel 1994, quando fu istituito il salary cap nella NFL, l'organizzazione dei Cowboys pensò di poter trovare dei linebacker attraverso il draft, permettendo così a giocatori di talento come Norton, Darrin Smith, Dixon Edwards, Robert Jones e Randall Godfrey di diventare dei free agent, invece di far firmare loro dei contratti a lungo termine.
Norton si unì così ai San Francisco 49ers con cui rimase fino 2000, diventando, grazie alla vittoria nel Super Bowl XXIX, il primo giocatore della storia a vincere tre Super Bowl consecutivi. Fu convocato per il suo secondo Pro Bowl nel 1995 ed inserito nella formazione ideale della stagione All-Pro. Terminò le sue 13 stagioni nella NFL ritirandosi dopo la stagione 2000.

## Palmarès

### Franchigia
- Super Bowl : 3

Dallas Cowboys: XXVII, XXVIII
San Francisco 49ers: XXIX
- National Football Conference Championship: 3

Dallas Cowboys: 1992, 1993
San Francisco: 1994

### Individuale
- Convocazioni al Pro Bowl: 3

1993, 1995, 1997
- First-team All-Pro: 1

1995
- Second-team All-Pro: 1

1993